# Даніель де Ніз
Даніель де Ніз (* 11 квітня 1979, Мельбурн, Австралія) — американська оперна співачка (сопрано).

## Дискографія
- Semele (2004)
- Handel Arias (2008)
- Raaff (2009)
- The Mozart Album (2009)
- Diva (2010)
- Beauty of the Baroque (2011)